# Episodi di Winx Club (prima stagione)

Le Winx in una scena dell'episodio Benvenuti a Magix!.

La prima stagione della serie animata Winx Club è stata trasmessa in Italia su Rai Due dal 28 gennaio al 3 marzo 2004, ed in seguito replicata sulla stessa rete e su altri canali Rai. Inizialmente la trasmissione era prevista per l'autunno del 2003 con il titolo Magic Winx.
| Nº | Titolo italiano          | Prima TV Italia  |
| -- | ------------------------ | ---------------- |
| 1  | Una fata a Gardenia      | 28 gennaio 2004  |
| 2  | Benvenuti a Magix!       | 29 gennaio 2004  |
| 3  | L'anello di Stella       | 30 gennaio 2004  |
| 4  | La palude di Melmamora   | 2 febbraio 2004  |
| 5  | Appuntamento al buio     | 3 febbraio 2004  |
| 6  | Missione a Torrenuvola   | 4 febbraio 2004  |
| 7  | A che servono gli amici? | 5 febbraio 2004  |
| 8  | La festa della rosa      | 6 febbraio 2004  |
| 9  | Il tradimento di Riven   | 9 febbraio 2004  |
| 10 | La Fiamma del Drago      | 10 febbraio 2004 |
| 11 | Il regno delle ninfee    | 11 febbraio 2004 |
| 12 | Miss Magix               | 12 febbraio 2004 |
| 13 | La figlia del fuoco      | 13 febbraio 2004 |
| 14 | Il segreto di Bloom      | 16 febbraio 2004 |
| 15 | Voci dal passato         | 17 febbraio 2004 |
| 16 | Il nemico nell'ombra     | 18 febbraio 2004 |
| 17 | Il segreto di Brandon    | 19 febbraio 2004 |
| 18 | Addio Magix              | 20 febbraio 2004 |
| 19 | Attacco ad Alfea         | 23 febbraio 2004 |
| 20 | La scomparsa di Bloom    | 24 febbraio 2004 |
| 21 | Trappola di ghiaccio     | 25 febbraio 2004 |
| 22 | Il ritorno di Riven      | 26 febbraio 2004 |
| 23 | Fuga da Torrenuvola      | 27 febbraio 2004 |
| 24 | Il mistero del lago      | 1º marzo 2004    |
| 25 | Il sonno di Magix        | 2 marzo 2004     |
| 26 | Battaglia finale         | 3 marzo 2004     |

## Una fata a Gardenia
In una tranquilla città sulla Terra, Gardenia, sono appena iniziate le vacanze estive, Bloom, una normale adolescente di 16 anni, sta dormendo tranquillamente nel suo letto; finché non arriva sua madre, Vanessa, che le dice nell'orecchio che è in ritardo per la scuola. Bloom, non appena si toglie il pigiama, capisce che la madre le ha fatto uno scherzo e che Vanessa voleva solo che sia sveglia perché possa aiutarla al suo negozio di fiori. Bloom non vuole trascorrere le sue vacanze solamente al mare o in negozio, e vorrebbe fare qualcosa con i suoi amici, oppure andare in vacanza da sola essendo che è ormai grande. Suo padre, Mike, un pompiere, come premio per la sua promozione, le ha regalato però una bicicletta. Anche se Bloom avrebbe preferito un motorino, si accontenta comunque e va a fare un giro per la città. Al parco, in compagnia del suo coniglietto Kiko, si imbatte in una ragazza bionda dai poteri magici intenta a lottare contro un orco. Bloom interviene e scopre di essere anch'ella in possesso di speciali poteri, grazie ai quali respinge il mostro e i suoi aiutanti. La ragazza bionda sviene e Bloom decide di portarla a casa sua per curarla. Questa dice di chiamarsi Stella, Fata del Sole e della Luna, principessa dal regno di Solaria, situato nella dimensione magica di Magix, e frequentante la prestigiosa scuola per aspiranti Fate, Alfea. Nel frattempo, l'orco sconfitto da Bloom, Knut, viene inviato nuovamente sulla terra da un trio di perfide Streghe, le Trix, per rintracciare Bloom e Stella e privare quest'ultima dell'anello che racchiude la sua magia. Proprio quando Stella prospetta a Bloom la possibilità di diventare una studentessa di Alfea, Knut attacca la casa, accompagnato da un troll da caccia e alcuni mostriciattoli. Mike, Vanessa e Kiko si salvano, mentre Bloom e Stella se la vedono con le creature. Quest'ultima chiama in aiuto gli Specialisti, un gruppo di giovani guerrieri, allievi presso la scuola di Fonterossa: il Principe Sky, il suo scudiero Brandon, Riven e Timmy. Con la forza di ognuno di loro, Knut e i suoi scagnozzi sono costretti alla fuga mentre il troll viene catturato. Il mattino seguente, Bloom prende la decisione di dirigersi ad Alfea per imparare a usare i suoi poteri da Fata, accompagnata da Stella e dai genitori.

## Benvenuti a Magix!
Bloom, Stella, Mike, Vanessa e Kiko giungono ad Alfea. Una barriera protettiva che tiene lontani dalla scuola coloro sprovvisti di magia costringe la ragazza a salutare i genitori, che vengono poi rispediti sulla terra da Stella. Bloom rimane estasiata dalla bellezza del posto, ma si rende conto di non aver fatto domanda per entrare ad Alfea. Stella pensa ad un brillante escamotage e illude la severa ispettrice Griselda, facendole credere che Bloom sia la Principessa Varanda di Callisto, la cui lettera di rinuncia è stata strappata dalla ragazza per rendere convincente l'inganno. Ad accogliere le nuove reclute è la buona direttrice di Alfea, Faragonda, che rammenta loro delle regole da seguire, la cui principale è lo stare alla larga dalla scuola per Streghe di Torrenuvola. Bloom e Stella condivideranno l'appartamento insieme ad altre 3 ragazze: Flora, Musa e Tecna, rispettivamente Fata della Natura, della Musica e della Tecnologia. Nel pomeriggio, Bloom e le amiche fanno un giro per il centro della città di Magix: Knut, vedendole, avverte immediatamente le Trix, ancora bramose dell'anello di Stella. Mentre Bloom si allontana dal gruppo per telefonare alla madre, segue di nascosto l'orco sino ad un vicolo in cui si incontra con le Trix: si tratta di Icy, strega col potere del ghiaccio e della neve, Stormy, che ha il potere delle tempeste, e Darcy, strega delle illusioni con poteri telepatici e telecinetici. La ragazza viene scoperta e le Trix cominciano a torturarla con la loro stregoneria, ma le altre accorrono per salvarla, e trasformandosi in fate riescono a tenere testa alle streghe per poi fuggire grazie ai poteri di Stella. Dopo questa avventura, la vera identità di Bloom viene rivelata sia alle compagne, sia alla preside Faragonda e all'ispettrice Griselda. Malgrado il volere di quest'ultima di cacciare via la ragazza da Alfea, Faragonda osserva il lato positivo della situazione e acconsente a farla rimanere. I dubbi di lei e Griselda salgono quando Bloom rivela di provenire dalla Terra, cosa alquanto strana considerando che su quel mondo non esistono fate da secoli. Nel loro appartamento, le cinque amiche pensano ad un nome particolare con cui riconoscersi. Bloom opta per uno speciale e singolare, votato anche dalle altre: Winx Club.

## L'anello di Stella
Sostenere le lezioni ad Alfea risulta essere difficilissimo per Bloom, ancora inesperta sul mondo magico. Intanto, la direttrice Faragonda comunica alle Fate dell'imminente festa annuale di saluto dedicata ai nuovi studenti. La cerimonia avverrà nel castello di Alfea, e parteciperanno anche i cavalieri di Fonterossa. Tutti sono entusiasti per i festeggiamenti, eccetto le Streghe di Torrenuvola, che non sono state invitate, come al solito. La preside Griffin assegna alle allieve il compito di escogitare un piano ingegnoso e malvagio con cui rovinare la festa delle Fate: il migliore è quello delle Trix, in vena di vendetta verso le Winx. Stella, Flora, Musa e Tecna sfoggiano i loro abiti più belli ed eleganti, ma Bloom è l'unica a non averne uno all'altezza. La ragazza viene così scortata dalle amiche in giro per i negozi di Magix in cerca del vestito giusto. Trovato l’abito dopo tanti tentativi, si sbriga ad arrivare ad Alfea in tempo per la cerimonia. Bloom provoca un piccolo danno usando erroneamente la magia sul vestito: mentre sta cercando delle forbici per ripararlo, Icy, Stormy e Darcy giungono ad Alfea usufruendo di una serie di tunnel sotterranei abbandonati che collegano le tre scuole di Magix. La Fata spia le Trix e viene a conoscenza del loro scopo: mutare le Uova Incantate degli Specialisti in dono alle Fate in quelle di Serperatto, seminando il panico tra le ragazze; così, dallo scompiglio che si verrà a creare, le tre avranno l'occasione di rubare l'anello di Stella. Bloom corre subito ad avvisare le amiche: prima che le uova stregate possano essere distribuite, le Winx lanciano un controincantesimo per farle ritornare innocue. Le Trix non mollano: con la magia fanno levitare per aria il cofanetto di Stella per condurlo da loro, ma Bloom riesce a recuperarlo; il gesto genera la rabbia delle Streghe. Stella, Flora, Musa e Tecna vorrebbero soccorrere l'amica, ma vengono trattenute da Faragonda. Nonostante Bloom riesca a trasformarsi per la prima volta in Fata, lo scontro termina con le Trix che, apparentemente, si dileguano con l'anello di Stella. Tuttavia, Flora rivela che, mentre Bloom si stava cambiando, lei e Stella hanno sostituito l'anello con un Uovo Incantato, il quale contiene all'interno un papero che appena nato scambia Icy per la sua mamma. La festa può finalmente proseguire in tranquillità. Brandon chiede a Bloom di danzare con lui e lei accetta volentieri.

## La palude di Melmamora
La classe delle Winx affronta il primo addestramento all'aria aperta, nella Palude di Melmamora, sotto la sorveglianza del professor Palladium. L'esercitazione consiste nell'uscire dalla palude nel minor tempo possibile e raggiungere il centro della Foresta di Selvafosca, senza però utilizzare la magia, ma seguendo "la voce della natura". Nel frattempo, a Torrenuvola, Knut comunica alle Trix che gli Specialisti sono in procinto di trasportare il troll da caccia, catturato a Gardenia, alle autorità di Magix. Temendo di finire in un mare di guai se la creatura confessasse, le Streghe attuano un piano per liberarsi di lui. La navicella degli Specialisti perde improvvisamente quota e si schianta nel bel mezzo della Palude di Melmamora, attirando l'attenzione delle Winx. Nella confusione generale e grazie all'aiuto magico delle Trix, il troll riesce a fuggire. Gli Specialisti decidono di occuparsi personalmente della creatura, ma le Winx non si tirano indietro e capiscono ben presto che dietro all'accaduto si cela qualcuno con poteri magici, dati il foro sull'astronave e le gigantesche impronte del troll che man mano divengono sempre più piccole. Intanto, gli Specialisti finiscono intrappolati tra i rami di un albero infastidito dai rumori, ma con le tecniche di Flora, tornano alla libertà. A questo punto, le Winx e gli Specialisti si alleano, anche se la cosa non va giù a Riven, che continua a litigare con i compagni. Mentre attraversano un lago, la magia nera delle Trix causa un vortice che rischia di risucchiare Tecna, Riven e Timmy. Subito dopo, il gruppo ode le urla di alcune Fate aggredite dal troll, e gli Specialisti intervengono, riuscendo solamente a salvare le ragazze ma non ad acciuffarlo. Nel momento in cui Riven stabilisce una tregua con i suoi amici, Icy, Stormy e Darcy mandano il troll nel limbo dal quale è stato evocato, per poi ritornare a Torrenuvola. Le Fate e gli Specialisti sopraggiungono sul luogo appena dopo la scomparsa delle Trix, e dalle piume lasciate indietro dal papero di Icy, riconducono ogni colpa alle Streghe. Le Winx e gli Specialisti si lasciano, ma con un'intesa sbocciata tra i due gruppi. A fine prova, il professor Palladium riconosce la prontezza, il coraggio e l'audacia delle Winx, e le elogia molto, sebbene siano arrivate per ultime.

## Appuntamento al buio
Bloom, Flora, Musa e Tecna sono impegnate con il proprio turno nelle cucine di Alfea, quando una felicissima Stella riferisce loro di aver ricevuto un invito per un appuntamento dal principe Sky in un locale chiamato Black Lagoon. Le amiche la aiutano a prepararsi per l'evento, e la giovane Fata assegna a Bloom il compito di proteggere il suo anello, che non le servirà all'incontro vista la presenza di Sky. Al termine della serata, le Winx crollano per via della stanchezza, ma si risvegliano poche ore dopo a causa di un tremendo baccano che giunge dalla camera di Stella. Andando a controllare, le quattro ragazze incrociano quella che sembra essere la loro amica, ma con un carattere più vile e antipatico. Le Fate non riescono a capire, quindi lasciano stare Stella per farla calmare. Successivamente, Bloom decide di andare a verificare se l'amica stia bene, ma l'unica cosa che scopre è che il loro appartamento è stato totalmente messo a soqquadro da Stella, la quale, con le maniere forti, pretende indietro il suo anello. Dopo che esce di scena, Bloom chiama il resto delle Winx e si interrogano su quale sia il motivo dello strano e violento comportamento della ragazza. Le quattro partono con l'andare a parlare con Sky a Fonterossa, ma il principe ammette di non aver mai chiesto a Stella di incontrarsi in un locale. Rimaste senza indizi, le Winx cercano disperatamente il posto in cui si sarebbe dovuto tenere il presunto appuntamento, ossia il Black Lagoon. Tuttavia, nessun geo-localizzatore, né persona pare conoscere il luogo in questione, finché le amiche non vengono informate da un misterioso individuo. Giunte nel tetro Black Lagoon, le Winx comprendono cosa stia accadendo: le Trix sono le artefici della situazione, e hanno illuso Stella per tenderle una trappola e rubarle l'anello, ma dato che lei non ce l'aveva con sé, Darcy si è spacciata per la ragazza con l'obiettivo di trovarlo ad Alfea, mentre Knut era il tipo che aveva indicato alle Fate la strada per il Black Lagoon. Le Winx si trasformano, pronte a battersi per l'incolumità di Stella, ma Icy stabilisce un ultimatum: la salvezza della ragazza in cambio dell'anello. Bloom riflette attentamente, e infine, cede al ricatto e consegna alle Streghe l'oggetto. Stavolta le Trix vincono, ma almeno Stella si salva.

## Missione a Torrenuvola
Bloom diventa curiosa sul perché le Trix abbiano voluto a tutti i costi impadronirsi dell'anello-scettro di Stella. Sfogliando tra i vari libri della biblioteca, la Fata scopre che esso è solo uno dei tanti doni del Fuoco Sacro, generato dal respiro rovente del Grande Drago che diede vita all'intera dimensione magica. Bloom indaga ancora più a fondo per capire se la storia sia solo una leggenda o qualcosa di fondato, e proprio la direttrice Faragonda le porge le risposte: millenni prima, in principio era il nulla, ma poi, dai profondi abissi, giunse un bagliore identificato come il Grande Drago, il cui respiro rivelò mondi fino ad allora deserti, ed iniziò a spargere calore e vita nell'intero universo; l'ultimo luogo che visitò, nonché scelto per il suo riposo, fu Domino, che sfortunatamente, cadde nell'oscurità di forze malvagie che ne fecero disperdere per sempre la Fiamma del Drago. Più tardi, le Winx discutono sul da farsi, e concludono che quella sera stessa si intrufoleranno a Torrenuvola per riprendersi l'anello di Stella. Nel frattempo, le Trix cercano di assorbire l'energia dell'anello-scettro, invano, poiché non contiene la Fiamma del Drago, contrariamente a ciò che speravano. Irate, le Streghe lo gettano via ed escono dalla scuola. Contemporaneamente, le Winx irrompono a Torrenuvola oltrepassando i tunnel sotterranei, e servendosi dell'assenza delle Trix, recuperano facilmente l'anello dalla loro stanza. Le ragazze, esplorando il college in cerca di una via d'uscita, incappano nell'Archivio Magico che include la storia di tutte le Fate e Streghe di ogni epoca. Bloom coglie il momento per scoprire le origini dei suoi poteri, e viene attirata da un libro intitolato con il suo nome, ma non fa in tempo ad aprirlo dato che la preside Griffin, avvertita dell'intrusione delle Winx a Torrenuvola, libera dei Mostri Aracni per attaccarle. Flora invoca il nemico naturale delle creature, che vengono in un baleno sconfitte, ma dalla loro melma si produce un mostro che solo la forza congiunta delle Winx riesce ad eliminare. In una camera, un incantesimo di Stella per allontanare un Mostro Baco, produce un incendio che lascia le Fate senza scampo. Proprio quando tutto sembra essere perduto, Bloom, che si sente colpevole, percepisce la voce di una donna che le mostra la via per uscire da Torrenuvola. Finalmente ad Alfea, le Winx vengono convocate nell'ufficio di Faragonda, informata da Griffin dell'intrusione. La direttrice, su consiglio di Griselda, annulla i poteri magici delle ragazze per un periodo di tempo da accertare, come punizione per aver infranto il regolamento.

## A che servono gli amici?
Oltre ad essere state private temporaneamente della loro magia, le Winx vengono ulteriormente punite da Griselda, che le obbliga a pulire Alfea da cima a fondo, e i lavori impediranno alle giovani Fate di assistere ad un concerto che si terrà a Magix. Nel frattempo, le Trix sono infuriate con le Fate per essere entrate di soppiatto a Torrenuvola, dunque organizzano un'irruzione ad Alfea avvalendosi della completa assenza dei docenti e allievi che presenzieranno al concerto, ignare però della presenza nel collegio delle cinque ragazze. Le Winx chiamano gli Specialisti per avere una mano con le faccende. Dopo aver terminato, i due gruppi preparano un party durante il quale le Fate hanno modo di conoscere meglio gli Specialisti: Bloom entra in una sintonia più profonda con Brandon, così come Stella con Sky; Musa sembra attratta dal carattere trasgressivo e sfacciato di Riven; e Tecna, sfavorevole alle relazioni amorose, scopre di avere molti interessi in comune con l'impacciato Timmy. Nel mentre, le Trix fanno il loro ingresso ad Alfea, e unendo insieme i loro Vacuum, ossia dei cristalli carichi di energia oscura in grado di rintracciare livelli di magia superiori, cominciano le ricerche della Fiamma del Drago. Per tenere a bada le Winx e gli Specialisti, le tre sorelle invocano un minotauro, il Flagello, che subito inizia a radere al suolo buona parte di Alfea. Seppur senza la magia, le Winx affiancano gli Specialisti nella lotta contro il Flagello, e con audacia e furbizia, le Fate riescono a batterlo. L'incontro con il papero di Icy sprona il gruppo a dirigersi nello studio di Faragonda e assicurarsi che siano state davvero le Trix la mente dell'accaduto, tramite la sfera cristallina che ha sotto controllo ogni zona di Alfea. Nel momento in cui il Vacuum conduce le Trix proprio nell'ufficio di Faragonda, le Winx e gli Specialisti colgono le Streghe di sorpresa, ma nessuna sfida viene lanciata per l'arrivo improvviso della direttrice. Poco dopo, gli Specialisti ritornano a Fonterossa, mentre le Trix vengono ben strigliate da Faragonda e rimandate a Torrenuvola. Per quanto riguarda le Winx, la preside si congratula con loro per essere riuscite ad agire di logica e fantasia, dando prova di sapersela cavare anche senza magia. Per tale ragione, Faragonda restituisce alle Winx i propri poteri e scioglie la punizione.

## La festa della rosa
In sogno, un'enigmatica figura femminile con la stessa voce che ha aiutato le Winx a scappare da Torrenuvola, appare a Bloom, dicendole di "ricordare". Al suo risveglio, quest'ultima scopre che quel giorno è la Festa della Rosa, un equivalente della Festa della Mamma sulla terra. È un'opportunità per le Fate di Alfea di festeggiare la ricorrenza in famiglia, come fanno Flora e Tecna e quasi tutte le altre studentesse e docenti. Bloom, Stella e Musa rimangono a scuola per diverse ragioni: Bloom non vuole avere la nostalgia di casa; Stella fa fatica ad accettare il divorzio dei genitori; e Musa ha perso la mamma in tenera età. Stella viene invitata da Sky al grande Ballo della Rosa, e si reca al centro di Magix con Bloom, mentre Musa preferisce restare ad Alfea immersa nei propri ricordi. Intanto, a Torrenuvola, la preside Griffin è infastidita dal fallimento delle Trix durante la loro incursione ad Alfea (cosa che le è costata un'ammonizione da parte di Faragonda) e dall'amicizia nata tra Fate e Specialisti, che potrebbe portare ad un'alleanza sgradita, perciò ordina ad Icy, Stormy e Darcy di guastarla. A Magix, nel frattempo, Sky, Brandon e Riven si iscrivono ad una gara di velocità con le moto, ma l'arroganza di Riven porta ad un pesante litigio tra lui e Bloom. Le Trix notano in Riven una speranza per la distruzione del gruppo, e ne traggono vantaggio: tramutano Knut in Timmy, che raggira Bloom spacciandosi per lo Specialista, e le mostra uno speciale casco da corsa ambito da Riven, che la Fata gli dona in segno di pace. In seguito, Bloom racconta a Stella della solidarietà di Timmy, ma l'amica le confessa che è impossibile che si trattasse di lui, dal momento che il ragazzo è partito da Magix. La ragazza scorge poi da un palazzo le Trix ed intuisce di essere stata ingannata, ma purtroppo la gara ha inizio e non c'è verso di avvisare Riven. Bloom si trasforma e cerca di togliere dalla testa dello Specialista il casco delle Streghe, ma senza successo, e infatti, l'oggetto gli si ritorce contro, causando un terribile incidente. Riven viene salvato da Darcy, che si era travestita da pilota imbucandosi alla gara, e poi accusa Bloom di averlo sabotato col casco per far vincere Brandon. Quest'ultimo, Stella e Sky credono alla versione della Fata, così, Riven, sentendosi tradito e turbato, lascia la squadra degli Specialisti. Il piano delle Trix è compiuto, e Darcy offre la propria amicizia al ragazzo.

## Il tradimento di Riven
Bloom sogna ancora una volta la donna misteriosa che la chiama e le chiede di ascoltare la sua voce. Il mattino seguente, Tecna analizza i dati riportati dall'amica, e crea olograficamente il volto di quest'ultima, che ha nome Daphne. Osservandola meglio, Bloom ricorda di aver intravisto il medesimo viso sulla facciata di un edificio a Magix. Stella la prende in giro, poiché pensa che si stia immaginando ogni cosa, e tra le due sfocia una lite. Consultando dei libri nella biblioteca di Alfea, Bloom scopre interessanti notizie su Daphne: pare che sia una delle nove Ninfe di Magix, vale a dire le Fate Supreme che dopo la scomparsa del Grande Drago ressero le sorti della dimensione magica. Improvvisamente, il sistema di ricerche della libreria impazzisce e il Cancello d'Oro contenente i testi più preziosi e pericolosi scritti da grandi Maghi rischia di aprirsi, se non fosse per l'intervento di Faragonda. Intanto, Stella deride Musa sul fatto che Riven non la noterà mai, dato che adesso è interessato a Darcy. La ragazza, profondamente amareggiata, lascia Alfea con un pullman e arriva a Magix; nel frattempo Stella, riconoscendo gli errori commessi, si scusa con Bloom. Le Winx non sanno dove sia finita Musa, ma per loro fortuna gli Specialisti, fatta eccezione per Riven, le accompagnano in città per aiutare a ritrovare l'amica scomparsa. Frattanto, Musa avvista Riven e Darcy, in atteggiamenti intimi, in un locale di sole Streghe, e comprende che le parole di Stella erano vere. Rammaricata, la ragazza viene anche stuzzicata da Stormy e Icy, e infastidita dà uno schiaffo a quest'ultima, che per ripicca decide di aizzare una folla di Streghe contro Musa. Quest'ultima chiede l'aiuto di Riven, ma il giovane rifiuta, e quando si ritrova in un vicolo cieco, la Fata viene salvata dall'arrivo di Winx e Specialisti. Comincia dunque una tremenda battaglia durante la quale emerge come le Trix siano molto più forti delle Winx. Musa rischia di venire schiacciata da delle macchine levitate da Darcy tramite la telecinesi, mentre Tecna e Timmy vengono salvati da Icy appena in tempo grazie all'intervento di Stella. Stormy trattiene Bloom impedendole di aiutare le sue amiche, fatto che scatena nella fata un'esplosione di energia inaudita che sbaraglia le streghe, non prima che Icy si renda conto che potrebbe essere proprio Bloom a custodire il potere della Fiamma del Drago. Le studentesse di Torrenuvola e Riven se la danno a gambe, e Bloom non riesce a spiegare ciò che è stata in grado di fare. Ad Alfea, nello stesso momento, Faragonda impone alla bibliotecaria, la signorina Barbatea, di negare ulteriori studi sulla Ninfa Daphne a Bloom.

## La Fiamma del Drago
Le Winx sono eccitate e allo stesso tempo nervose per l'esame del primo semestre nella Camera delle Simulazioni, dove dovranno svolgere una prova a piacere tra l'utilizzare la magia per contrastare i malefici delle Streghe, o ridare vita ad un luogo degradato. Bloom va a trovare Brandon a Fonterossa e gli confessa di essere anche lei nervosa per l'esercitazione che dovrà eseguire il giorno successivo. Riven origlia la conversazione e, telepaticamente, lo riporta a Darcy, che quella notte stessa manomette la Camera delle Simulazioni. Infatti, Icy è determinata a scoprire di più su Bloom e sul suo immenso getto di magia, quasi pari a quello della Fiamma del Drago. Il giorno dell'esame, le studentesse sono molto ansiose, ma la prima a dover affrontare l'esperienza è Bloom. La Fata sceglie di curare un posto malridotto, e ha la possibilità di decidere lei stessa quale: Bloom seleziona Domino. La ragazza entra nella Camera delle Simulazioni, sorvegliata dall'esterno dal professor Palladium, e in poco tempo, viene trasportata virtualmente nell'arido pianeta di Domino. Bloom porta con sé un paio di pozioni utili per la prova, ma si accorge che il piccolo Kiko si è nascosto nel suo zaino. Mentre sta ridando vita a Domino, Bloom è sorpresa dalle Trix, che con delle bamboline, si connettono alla Camera delle Simulazioni. Le Streghe cercano di far infuriare la Fata per sprigionare in lei il suo potere ed avere la conferma ai loro sospetti. Le Trix mettono in pericolo la vita di Kiko, così Bloom perde il controllo ed emana il suo enorme potere, dando così la dimostrazione alle idee delle Streghe, mediante i rilevatori di magia dei loro Vacuum. La forza di Bloom manda in tilt la Camera delle Simulazioni, ma Palladium salva la Fata per un pelo. Per buona sorte, Kiko resta illeso e Bloom viene celebrata dalle amiche per aver rimandato l'esame fino a che la Camera delle Simulazioni non verrà riparata.

## Il regno delle ninfee
Con Bloom che è l'unica delle Winx ad aver concluso l'esame del primo semestre, le altre ragazze sono sotto stress, soprattutto Flora, che ha occupato la maggior parte del loro appartamento per i suoi esperimenti con le piante. Stella, Musa e Tecna sono disturbate da questa condizione, così Flora si vede vincolata a continuare con i test nella Palude di Melmamora. Bloom persuade le compagne a prestare assistenza all'amica, che è impaziente di cogliere un peculiare fiore, l'Allegro Gladiolus, che cresce esclusivamente nella palude. In essa, le Winx fanno la conoscenza di una categoria di creature acquatiche, le Ninfee Alghine, capeggiate dalla Regina Algae. Ella comunica alle Winx una notizia sconcertante: al centro della Palude di Melmamora giace un isolotto che funge da dimora ad un temibile mostro, che rende pressoché impossibile la raccolta di una pianta, lo Xylith, che è indispensabile per la realizzazione di bolle d'acqua nelle quali abitano le Ninfee Alghine. Le Winx forniscono alla popolazione il proprio aiuto per annientare il mostro, ma durante la perlustrazione dell'isola, Musa finisce tra le fauci dell'essere. Le quattro Fate sfruttano delle bolle subacquee per andare nelle profondità del lago e salvare l'amica, per poi rifugiarsi sulla terraferma dell'isola. Malauguratamente, l'area è circondata da innumerevoli Salici Rossi, che Tecna scopre essere dotati di un intenso gas soporifero che addormenta Bloom, Stella, Flora e Musa. Tecna sfugge alla miscela con un casco protettivo, e risveglia le amiche formando una barriera di ossigeno che respinge l'aria malsana. Dal sonno si risveglia anche Lusiz, una Ninfa Alghina che non ha fatto più ritorno dai simili perché dormiente. Lusiz spiega alle Winx che il mostro non è altri che una grossa tartaruga, il cui guscio è esattamente l'isola su cui stanno camminando; per colpa del gas sparso dal Salice Rosso, o meglio l'albero capo, la tartaruga è vittima di un sonno perenne, e quando si agita, sembra essere una creatura minacciosa. Bloom e Flora abbattono il Salice Rosso, e di conseguenza, la natura assopita dell'isola ritorna a vivere. Le Winx vengono acclamate dalle Ninfee Alghine, che però non hanno Xylith a sufficienza per sopravvivere ancora a lungo. Flora applica sulle foglie rimanenti un po' delle sue gocce della crescita rapida, così da giovare al popolo acquatico per molto tempo. La Regina Algae esprime riconoscenza nei riguardi di Flora donandole l'Allegro Gladiolus. Con questo, Flora può prepararsi al meglio per il suo esame.

## Miss Magix
La Camera delle Simulazioni ritorna funzionante, e gli esami possono tranquillamente ripartire. Flora, Musa e Tecna superano il test, ma Stella non si presenta, giustificandosi per un malore. Intanto, Bloom conta sull'aiuto di Brandon per capire a pieno chi sia Daphne e cosa voglia da lei. Nell'appartamento, le Winx scoprono che Stella è tutt'altro che malata. Difatti, la ragazza si sta apprestando a partecipare come candidata ad un concorso di bellezza dove verrà eletta la Miss Magix dell'anno. Le Winx accettano di appoggiare l'amica questa volta, e in cambio, Stella promette che, subito dopo la competizione, studierà assiduamente per recuperare. Nel frattempo, a Torrenuvola, un'apprendista Strega, Lucy, è desiderosa di aderire al concorso, ma non reputandosi all'altezza delle aspettative, chiede ad Icy, Darcy e Stormy di favorirle un aspetto incantevole con cui vincere la gara. Vani sono i tentativi della sua migliore amica Mirta di convincerla a non fidarsi delle Trix. In effetti, queste ultime hanno in mente qualcosa di diverso e di crudele: all'inizio aiuteranno Lucy a diventare una irresistibile ragazza, ma poi, al momento della sua incoronazione a Miss Magix, annulleranno l'incantesimo, svelando così l'imbroglio e umiliandola davanti agli occhi di tutti. Le Trix mettono i bastoni tra le ruote ad una ad una delle sfidanti, inclusa Stella, che però se la cava bene. Purtroppo, l'esito della competizione è la vittoria risaputa di Lucy. Quando quest'ultima riceve la corona, realizzando quindi il suo sogno più intimo, le Trix rivelano la truffa e la povera ragazza non vede altra soluzione che scappare via. Consequenzialmente, la seconda classificata, ovvero Stella, viene proclamata Miss Magix. La ragazza mantiene la parola data, e sostiene l'esame del professor Palladium nel simulatore, ma senza superarlo. L'insegnante mette in guardia Stella, esortandola a studiare di più per recuperare le insufficienze, altrimenti dovrà ripetere l'anno.

## La figlia del fuoco
Ad Alfea iniziano le vacanze scolastiche dalla breve durata di una settimana. Bloom ritorna a Gardenia e riabbraccia i genitori Mike e Vanessa. Durante la permanenza nella città che l'ha cresciuta, Bloom capisce di essere maturata molto ad Alfea, ma la sua lunga assenza da Gardenia non è passata inosservata. Difatti, una sua ex compagna di scuola, la presuntuosa Mitzi, la riempie di domande su dove sia stata per tutto il tempo, e Bloom replica di essere stata mandata in un altro istituto per ragazze speciali. Oltre questo, la giovane Fata avverte una novità nei suoi poteri che si manifesta esclusivamente sulla terra: è infatti capace di percepire l'aura delle persone, ovverosia la loro reale indole che spesso mascherano. Tale dono le consente di impedire alla madre Vanessa di mettersi in affari con due loschi uomini, Brown e Bonner, le cui precise intenzioni erano di raggirare la donna e di trasformare poi il suo vivaio in un supermercato. Per farla pagare a Vanessa, gli impostori avviano una serie di incidenti a discapito del suo negozio, fino a quando, una notte, Bloom non presagisce un incendio. La ragazza e i genitori ancora in pigiama si precipitano sul posto, avvolto tra le fiamme. Mentre attendono i pompieri, Bloom e Mike entrano nella bottega, e si proteggono grazie ad una barriera magica plasmata da Bloom. Mentre è attorniata dal fuoco, Bloom ha una visione risalente a parecchio tempo fa, di suo padre Mike che, per spegnere un disastroso incendio in una struttura, trova una neonata. Nel presente, Mike salva l'autista di Brown e Bonner, intrappolato nell'emporio in rovina, e Bloom estingue le fiamme poco prima dell'arrivo dei pompieri. L'autista ammette di essere stato lui ad appiccare il fuoco, per comando dei suoi superiori, ma di essere rimasto bloccato e promette di raccontare tutto alla polizia. Il giorno dopo, Bloom non riesce a togliersi dalla mente la visione della sera precedente, e così ne parla con i genitori, che reagiscono con stupore e preoccupazione. Per Mike e Vanessa è giunto il momento di confessare: era proprio Bloom la bambina rinvenuta 16 anni prima in quell'abitazione e liberata da Mike; non si sa come ci sia arrivata fin lì, e né tanto meno perché il fuoco che l'accerchiava paresse volerla difendere, fatto sta che Mike e Vanessa l'hanno accolta come una figlia loro. Bloom, inizialmente, resta scioccata e perplessa, ma poi riconosce che i genitori lo hanno fatto solo per lei e li perdona. Rientrata ad Alfea, Bloom si chiede chi sia e da dove provenga, e diviene risoluta a scoprire la propria identità e quella dei suoi genitori biologici, con il supporto, naturalmente, delle altre Winx.

## Il segreto di Bloom
Ad Alfea e a Torrenuvola proseguono gli esami: mentre nel collegio per aspiranti Streghe, Mirta supera la prova, sebbene con qualche difficoltà, vigilata da Griffin, Bloom eccelle in un test di Faragonda. Bloom esprime poi la sua insicurezza a proposito della verità appena scoperta a Brandon. Da quando ha appreso di essere stata adottata da Mike e Vanessa, Bloom è in cerca di risposte su sé stessa e sulla sua vera famiglia. Brandon le garantisce che insieme troveranno un modo per penetrare nell'Archivio Magico di Torrenuvola e scovare qualsiasi informazione sul passato di Bloom. A Fonterossa, Brandon si fa aiutare da Timmy per preparare l'incursione, ma Riven spia gli ex compagni di squadra, per poi comunicare a Darcy del loro progetto. Nel frattempo, Mirta è in pensiero per il nuovo e allarmante comportamento di Lucy, che ribadisce più di una volta di voler far parte delle Trix nonostante ciò che le hanno fatto a Miss Magix. Dopo la discussione con Lucy, Mirta decide di farla pagare alle Trix per aver cambiato in peggio l'amica. Sfruttando al meglio i propri poteri di Strega, Mirta comprende l'ultimo malefico piano delle Trix: colpire Bloom nel profondo con una falsa verità che la renderà così vulnerabile da rendere facilitato il loro desiderio di strapparle il potere dal cuore. Per dimostrare la meschinità delle Trix, Mirta decide di trovare Bloom e avvisarla. Nel contempo, però, Bloom e Brandon raggiungono Torrenuvola ed entrano nell'Archivio Magico. Qui Bloom, per mezzo di uno dei leggendari Libri Perduti, scopre un fatto inaspettato e sconvolgente: lei è la reincarnazione delle Tre Streghe Antenate, le più pericolose maestre della magia nera, che anni addietro distrussero il pianeta Domino. Incapace di consolarla, Brandon riaccompagna una confusa Bloom ad Alfea, ma la ragazza, spaventata e traumatizzata, intende fuggire da Magix assieme a Kiko. Durante il tragitto nelle vicinanze di Torrenuvola, avviene il primo incontro tra Bloom e Mirta. La Strega svela alla Fata che ciò che ha visto nell'Archivio Magico è unicamente opera delle Trix. Il trio delle sorelle capita nel medesimo luogo in cui si trovano Bloom e Mirta, e sono pronte ad estirpare i poteri della giovane Fata, ma Stella, Flora, Musa e Tecna intervengono per salvare Bloom. Furibonda con Mirta per aver mandato all'aria il piano, Icy la tramuta in una zucca, provocando quindi la Fiamma del Drago che risiede in Bloom. Le Trix battono in ritirata, mentre le Winx giurano di prendersi cura di Mirta fin quando non avranno trovato un metodo per osteggiare il maleficio delle Streghe e farla tornare alla normalità.

## Voci dal passato
La classe delle Winx è alle prese con l'inatteso compito a sorpresa di Wizgiz, il professore di metamorfosimbiosi. Bloom, addormentatasi nel pieno della lezione, viene mandata da Griselda in presidenza, dove la ragazza motiva l'accaduto con il fatto che le visite di Daphne non riescono a farla dormire bene. Faragonda spedisce dunque Bloom a riposo, ma mentre sta tornando nell'appartamento, la Fata si scontra con Wizgiz, che lascia dietro di sé una busta racchiudente le risposte al compito del giorno successivo. Bloom la porta dalle amiche per decidere con loro che cosa farne, mentre Flora ancora non ha successo con i controincantesimi per sbloccare il malocchio delle Trix su Mirta. Griselda invita nuovamente Bloom a recarsi nell'ufficio di Faragonda, e a quel punto, le Winx si preoccupano che la direttrice abbia scoperto della busta. Per fortuna, Faragonda non sa niente di questa storia, e la ragione per cui ha convocato Bloom è per spiegarle qualcosa in più inerente al suo passato: Daphne non era solo una delle mitiche Ninfee di Magix, ma soprattutto la guardiana della Fiamma del Drago, che albergava negli abissi del Lago di Roccaluce. Faragonda si mette in contatto telepatico con le acque del lago, e porta anche Bloom. Insieme, le due Fate incontrano Daphne, che tende a Bloom una corona, dopodiché, Faragonda interrompe il legame mentale e ritornano alla realtà. Purtroppo, da questa esperienza, Bloom riceve parecchie domande invece che risposte, e per di più, dopo l'intrusione nell'Archivio Magico di Torrenuvola, Brandon non si è fatto risentire. Intanto, le cinque amiche raggiungono una conclusione per quanto riguarda il destino della busta: nasconderla da qualche parte nelle cucine di Alfea, così, se durante la notte qualcuna cadrà in tentazione, saprà dove pescarla e nessuna delle altre sospetterà mai niente. Tuttavia, una dopo l'altra, le ragazze non resistono alla curiosità di sbirciare, però, alla fine, per rispetto e lealtà, decidono di consegnare a Wizgiz la busta intatta. L'indomani mattina, le Winx entrano in aula e vedono che tutte le altre compagne di corso sono ricoperte di macchie d'inchiostro, e Wizgiz svela il trucco per il suo compito a sorpresa: non ce ne è mai stato uno vero e proprio, ma il professore ha voluto verificare l'onestà delle studentesse facendo trovare loro delle buste che le avrebbero fatto pensare contenessero le risposte del test, ma che invece, se aperte, avrebbero schizzato della vernice. Il risultato della prova è palese, quindi le Winx vengono brillantemente promosse all'esame.

## Il nemico nell'ombra
A Torrenuvola, le Trix sono decise a togliere a tutti i costi la Fiamma del Drago dall'essenza di Bloom. Le Streghe chiamano a raccolta un mostro-ombra, il Gargoyle, per sfinire a dovere le Winx alimentandosi delle loro fragilità e angosce. La prima Fata ad essere presa di mira dalla creatura è Stella, i cui sogni vengono alterati dai poteri del Gargoyle, che li rende incubi: le fa immaginare l'allontanamento dei propri genitori. Così facendo, il Gargoyle cresce e diventa più forte. Stella si sveglia in preda al panico, attirando l'attenzione delle amiche, ma il Gargoyle sparisce senza che nessuna di loro se ne accorga. Credendo che Stella abbia solo avuto un incubo, le Fate tornano a dormire, ignare di tutto. Infatti, il prossimo bersaglio del mostro è Musa, che pensa ad un mondo privo di musica, dove non riesce a raggiungere la sua amata mamma. Dalla paura, Musa perde i sensi, mentre il Gargoyle attacca la mente di Tecna, che sogna un luogo interamente tecnologico in cui è intrappolata. Tecna apre gli occhi e risveglia Musa, per poi raccontare ogni cosa alle compagne. Avendo oramai capito che non può essere una semplice coincidenza, le Winx si interrogano sul perché dei loro incubi, finché Kiko non fa capir loro di dover sentire il parere di Mirta. Benché sia ancora una zucca, Mirta vede e sente ciò che sta accadendo, così Flora si collega a lei per il poco tempo che basta affinché le Winx scoprano che il Gargoyle è la causa degli incubi. Ora, quindi, è il turno di Bloom e Flora. Le ragazze non rimangono con le mani in mano, e non appena il Gargoyle si palesa in camera loro, Bloom e Flora usano i propri poteri per cacciarlo. Purtroppo, non servono a molto, dato che il mostro è divenuto troppo potente, pertanto le Winx si trasformano e lo combattono, anche se la debolezza per gli incubi passati e la forza del Gargoyle hanno la meglio. Il momento giusto per le Trix di impossessarsi della Fiamma del Drago di Bloom pare essere arrivato, ma l'arrivo inaspettato di Faragonda sconfigge il Gargoyle e fa scappare a gambe levate le Streghe. Ad Alfea è tutto finito, ma a Torrenuvola, Griffin, contattata da Griselda sul recente avvenimento, è talmente rabbiosa e delusa dalle Trix da espellerle dal collegio per sempre.

## Il segreto di Brandon
Bloom non fa altro che pensare al suo sfocato e ancora misterioso passato, così Stella, per farla rilassare un attimo, la convince a chiamare Brandon per sfogarsi. Inspiegabilmente, quest'ultimo si dimostra freddo e distaccato, e taglia corto la conversazione con Bloom. Effettivamente, Brandon non vuole far sapere a Bloom di doversi unire, in un matrimonio combinato, con una certa Diaspro. Riven schernisce Bloom davanti a Brandon, che per la rabbia, gli salta addosso. La colluttazione cessa con l'arrivo del preside di Fonterossa, Saladin, che manda nelle proprie camere gli studenti per prepararsi al saggio di quel giorno. Nel frattempo, Bloom è interessata a scoprire cosa stia passando per la testa a Brandon, dunque, assieme alle altre Winx, si imbuca allo spettacolo di Fonterossa, al quale sono state ospitate anche Faragonda e Griffin. Mentre cammina per i corridoi della scuola, Bloom incontra i reali del regno di Eraklyon e sbatte inavvertitamente contro Diaspro, che prima la rimprovera con un tono arrogante, e poi ritorna a parlare al telefono con quello che dice essere il suo fidanzato: Brandon. Bloom non crede a ciò che ha sentito, e sospetta che sia un altro dei trucchi delle Trix, perciò attira Diaspro lontano dalla vista degli ospiti, con un finto messaggio di Brandon, per poi mettere KO la sua guardia del corpo e ingaggiare una lotta contro di lei per smascherarla. Diaspro sostiene di non sapere a cosa Bloom si riferisca, ma comunque si trasforma in Fata e tiene testa ai poteri dell'avversaria. Nel contempo, la tensione tra Brandon e Riven raggiunge le stelle quando Riven, durante la prova dei Draghi, aizza i mostri tra di loro, agitando il caos. Codatorta, insegnante militare degli Specialisti, tenta di sistemare il disastro, ma improvvisamente, la battaglia tra Bloom e Diaspro finisce al centro dell'arena, e termina con la vittoria della prima. Diaspro corre tra le braccia di Brandon, e lo chiama Sky, identificandolo come legittimo erede al trono di Eraklyon. Bloom capisce quindi che il ragazzo che fino ad ora si presentava come Brandon è invece Sky, e viceversa; i due amici si sono scambiati i ruoli e le identità per la salvaguardia del principe. Anche Stella, che stava spiando nell'arena insieme alle amiche, rimane sconvolta dalla notizia che il bel giovane che frequentava, convinta si trattasse di un vero principe, sia in verità un semplice scudiero, mentre a Bloom si spezza il cuore alla scoperta del prossimo matrimonio tra Sky e Diaspro.

## Addio Magix
Dopo gli ultimi eventi, Bloom riunisce le Winx per annunciare loro di aver deciso di abbandonare per sempre Alfea e Magix. Le amiche cercano di farle cambiare idea, ma una sera la ragazza lascia furtivamente la scuola con Kiko senza che nessuno se ne accorga, e ritorna dai genitori Mike e Vanessa a Gardenia. Bloom soffre parecchio per aver voluto rinunciare al suo ruolo di Fata, ma sente che è stata la cosa giusta da fare: non vuole nemmeno più sapere le sue origini o scoprire chi è la ninfa Daphne. Intanto, Stormy, che aveva spiato la ragazza proprio mentre stava andando via da Magix, riferisce alle sorelle che oramai la giovane Fata è ferita e indifesa, quindi le Trix pianificano di seguirla a Gardenia per assimilare la Fiamma del Drago di Bloom. Parallelamente, Stella, Flora, Musa e Tecna scoprono della partenza dell'amica, ma aspettano del tempo prima di informare Faragonda e Griselda. Stella, però, si convince a far ritornare Bloom ad Alfea. Le Trix arrivano sulla terra per attaccare la Fata, traendo vantaggio dal suo attuale stato emotivo. Quella sera mentre Bloom gira per strada viene trovata da Mitzi che la deride per esserne andata dalla scuola di cui le aveva parlato investendo per poco Kiko col suo scooter. La ragazza non sopportando oltre le dà una lezione con i propri poteri mutandole lo scooter in un maialino lasciando Mitzi sotto shock e successivamente quando prova a raccontare ai suoi compagni cosa è successo al suo scooter viene derisa, Bloom rincasa, ma ha una spiacevole sorpresa: le Trix hanno fatto prigionieri Mike e Vanessa, e con l'aiuto di Knut si avventano contro la Fata, fin quando non la piegano al loro volere. Bloom viene imprigionata da Icy che decide di darle come ultimo regalo ciò che ha sempre cercato ovvero chi è davvero, e così la ragazza apprende finalmente la verità sulle proprie origini: le Trix sono le discendenti delle Tre Streghe Antenate, che demolirono Domino con la speranza di impossessarsi della Fiamma del Drago, ma ad infrapporsi fu la Ninfa Daphne, sorella maggiore di Bloom, che prima di perire trasportò la neonata e il potere del Grande Drago sulla terra, più precisamente a Gardenia, per salvarla. Di fatto, la ragazza è l'ultima erede al trono reale di Domino e anche la custode del potere più grande mai esistito. Bloom è ora a conoscenza di tutto ciò che voleva sapere, ma purtroppo le Trix non hanno pietà per lei, e con i loro Vacuum assorbono la Fiamma del Drago dal suo cuore. Trionfanti, le tre spietate Streghe svaniscono, e una Bloom sconfitta piange per il fallimento. Stella si teletrasporta a Gardenia e soccorre l'amica: Mike e Vanessa inducono la figlia a fare ritorno ad Alfea per trovare un modo con cui recuperare la Fiamma del Drago dalle mani delle Trix.

## Attacco ad Alfea
Bloom rientra ad Alfea con Stella, e spiega prima alle amiche Winx, e poi alla preside Faragonda e Griselda, di ciò che è successo a Gardenia: le Trix hanno in pugno la Fiamma del Drago. La direttrice, si scusa per non aver rivelato subito a Bloom le sue origini, temendo che avrebbe fatto troppo fatica a comprenderle. Subito dopo, Faragonda e gli altri insegnanti, allarmati, mettono al corrente anche Saladin a Fonterossa. Nel frattempo, a Torrenuvola, le Trix lanciano un attacco contro Griffin, le professoresse e le studentesse. Quando Stormy scatena un tornado, Griffin si assicura che le allieve siano in salvo, ma poi, insieme a tutte coloro che si rifiutano di collaborare con le Trix verso la conquista di Magix, viene imprigionata nelle segrete del castello. Poco dopo, Riven si dirige dalle tre Streghe per aggiornarle sul rapporto incrinato tra Bloom e Sky, ma scopre del raggiro di cui è stato tratto in inganno, dal momento che per le Trix non era nulla di più che un informatore. Lo Specialista combatte le Streghe, ma viene sconfitto. Con il potere della Fiamma del Drago, le Trix prendono il comando su Torrenuvola, e si appropriano dei malefici più pericolosi e fatali, tra i quali evocano un terribile e devastante esercito di mostri, soprannominato l'Armata Oscura, che assale Alfea e Fonterossa. Ad Alfea, Bloom non può trasformarsi perché senza poteri, quindi spetta a Stella, Flora, Musa, Tecna e alle altre alunne e docenti il compito di proteggere la scuola dall'Armata Oscura. Stessa cosa a Fonterossa, dove i cavalieri resistono a fatica all'avanzata dei mostri. Diaspro, su di una navicella arrivata direttamente da Eraklyon, cerca di far salire a bordo Sky, ma il principe respinge i soccorsi per aiutare i compagni a difendere la scuola. Le Trix ritirano temporaneamente l'esercito per permettere ai loro nemici di ascoltare le proprie condizioni, mentre in tutta Magix si espande l'oscurità.

## La scomparsa di Bloom
Icy lancia un ultimatum ad Alfea e a Fonterossa: arrendersi volontariamente entro 12 ore, o subire le conseguenze catastrofiche del prossimo attacco. Faragonda decide che è arrivato il momento di permettere alle Winx di tornare sull'oramai gelido e disabitato Domino, per trovare un indizio che faccia recuperare a Bloom ciò che le appartiene di diritto: la Fiamma del Drago. Le Winx non perdono un minuto di più, e subito vengono inserite nella Camera delle Simulazioni da Palladium, ma stavolta tutto sarà reale. Tramite un portale, le Fate raggiungono Domino, e immediatamente si mettono in cammino alla volta del palazzo reale della famiglia di Bloom. Nel frattempo, Knut e Pepe, il papero di Icy, lasciano il castello di Torrenuvola atterriti dai nuovi ed abnormi poteri delle Trix, e si recano a Fonterossa per richiedere aiuto. Il preside Saladin non si fida dei due, perché pensa che stiano escogitando un piano di attacco, ma un istante dopo, le Trix si manifestano sotto forma di ologrammi per dichiarare guerra a Fonterossa a causa del tradimento dell'orco. Le Streghe scagliano l'Armata Oscura sulla scuola, e Saladin, Codatorta, gli Specialisti e persino Knut la combattono audacemente, finché l'intera Fonterossa non viene trasformata in una landa gelata da Icy, e questo porta insegnanti e alunni ad abbandonare il collegio e cercare rifugio ad Alfea. Intanto, le Winx sono sulle tracce del castello, ma subiscono l'aggressione da parte di un grosso Yeti inviato dalle Trix. Stella si trasforma per mandarlo via a suon di magia, ma lo Yeti genera una spaccatura nella terra che fa precipitare Bloom nell'ignoto.

## Trappola di ghiaccio
Dopo la sua caduta nel burrone, Bloom riprende i sensi in una galleria sotterranea che porta all'interno del palazzo reale di Domino. Intanto, avendo seminato per poco tempo lo Yeti, Stella, Flora, Musa e Tecna sono disperate per la scomparsa di Bloom, ma ad un certo punto, arrivano di fronte a quelle che sembrano essere delle torri congelate. La magia dello scettro di Solaria di Stella, rafforzata da una cupola ionica creata da Tecna, scioglie il ghiaccio dall'intero palazzo. Bloom e le amiche Fate si ritrovano di nuovo insieme e visitano una parte del castello ancora intatta, dove vengono raggiunte dallo spirito di Daphne, defunta sorella di Bloom. Daphne le guida verso la stanza dei tesori, in cui Bloom indossa la corona che aveva già visto nella visione di Faragonda nelle profondità del Lago di Roccaluce. Non appena Bloom pone la corona sulla testa, riemergono vecchi ricordi che spiegano della distruzione di Domino: le Tre Streghe Antenate volevano a tutti i costi la Fiamma del Drago, così sferrarono un attacco devastante a Domino per rubarla; il potere del Grande Drago era però racchiuso nella principessa neonata Bloom, così Daphne la mandò sulla terra per tenerla lontana dalle Tre Antenate, sacrificando la sua stessa vita e non riuscendo ad arrestare la distruzione di Domino. Daphne comunica poi ad una turbata Bloom che i loro genitori furono costretti all'esilio, e ancora oggi sono dispersi, convinti che entrambe le figlie siano morte. L'iniziale tristezza e sconforto di Bloom si trasformano in rabbia e determinazione nel cercare di sconfiggere le Trix. Le Winx decidono di ritornare ad Alfea, ma lo Yeti e un branco di Golem di ghiaccio braccano la strada. Stella, Flora, Musa e Tecna lottano con tutte le proprie forze, ed anche Bloom, da Fata senza magia, si difende. Gli Specialisti, mandati da Faragonda per controllare la situazione, intervengono: con il loro aiuto, e con il coordinamento di Bloom le Winx abbattono lo Yeti e l'esercito di Golem. Finalmente, Winx e Specialisti possono fare ritorno ad Alfea. Durante il viaggio sulla nave, Sky si scusa con Bloom per averle mentito, e chiarisce di aver rotto il suo fidanzamento con Diaspro. La ragazza accetta le sue scuse, a condizione di non doverlo chiamare "principe" ma solo Sky.

## Il ritorno di Riven
Tornati ad Alfea, le Winx e gli Specialisti si preparano al nuovo attacco da parte delle Trix. Nel mentre a Torrenuvola, Riven è tenuto prigioniero nelle segrete mentre Darcy si diverte a tormentarlo con le sue illusioni. Lo specialista vede tante copie di sé stesso che lo deridono e che si fondono a formare un mostro. Riven vede che la creatura copia i suoi movimenti come uno specchio e capisce di avere davanti a sé il riflesso della sua malvagità ma scaccia via questa visione, riconoscendo il male commesso ma rimanendo fiducioso nei suoi amici. Ritrovata la forza, il ragazzo riesce a scassinare la serratura della sua cella e trova la preside Griffin, imprigionata dietro una porta bloccata con la magia. Ella sta cercando di creare con le sue allieve un incantesimo per liberarsi, e convince Riven a fuggire; lo specialista, inseguito dai mostri delle Trix, decide di buttarsi dalla terrazza del castello. Ad Alfea, Bloom ottiene da Faragonda il permesso di tornare Torrenuvola per sfidare le tre streghe e riprendersi il suo potere, ma verrà accompagnata solo da Stella, Sky, Brandon e Knut, mentre Flora, Tecna e Musa dovranno restare a difendere la scuola. Nonostante la presenza di Knut, che conosce i passaggi segreti sotto alle scuole, il gruppo fatica a trovare l'ingresso al castello, fino a che non scivolano nella discarica all'esterno di Torrenuvola. Bloom e gli altri vengono attaccati da un gruppo di insetti robotici ma vengono salvati da Riven che, dopo essere sopravvissuto alla caduta, aveva trovato un modo per mimetizzarsi in mezzo ai rifiuti. Il ragazzo riceve il perdono dei suoi amici, e si unisce a loro per terminare la missione.

## Fuga da Torrenuvola
Bloom e gli altri riescono finalmente a trovare l'ingresso alla vecchia stanza delle Trix, ma la loro incursione viene notata dalle streghe, che si sono stabilite nell'ufficio della preside. Intanto ad Alfea, Musa, Tecna e Flora, fanno del loro meglio per spronare le altre fate e tirarle su di morale in vista della battaglia imminente. A Torrenuvola il gruppo si divide: Riven e Brandon vanno nelle segrete per liberare i prigionieri, mentre Bloom, Stella, Knut e Sky trovano nei sotterranei una stanza con un grande braciere di fuoco, che potrebbe contenere la Fiamma del Drago. Il realtà era tutta una trappola escogitata dalle Trix, che attaccano Bloom, incapace di difendersi. Lo scontro viene interrotto dall'arrivo della preside Griffin, finalmente liberatasi, che blocca le tre sorelle con diverse barriere magiche, sigillandole all'interno della stanza. Mentre le Trix faticano ad annullare gli incantesimi della preside, quest'ultima decide di unirsi a Bloom e gli altri per tornare ad Alfea, dove le streghe daranno una mano a sconfiggere l'Armata Oscura. Sulla terrazza fuori dalla scuola, Griffin apre un portale per Alfea ma nel frattempo i mostri delle Trix stanno raggiungendo i fuggitivi. Affinché tutti attraversino il portale, Sky decide di distrarre i mostri con una moto volante creata dalla preside, e anche Bloom decide di restargli accanto. I due fuggono da Torrenuvola nella foresta, ma durante il ritorno al college di Alfea, la loro moto esce fuori strada.

## Il mistero del lago
Mente Sky e Bloom sono ancora dispersi nella foresta di Selva Fosca, Stella e gli altri tornano ad Alfea insieme alla preside Griffin e le streghe di Torrenuvola. Mentre i presidi delle tre scuole discutono sul da farsi, Stella si ricongiunge con le altre Winx e insieme si preparano alla battaglia. Proprio in quel momento, le Trix lanciano un altro attacco contro Alfea; fate, streghe, specialisti e docenti fanno tutto il possibile per contrastare l'Armata Oscura, ma i mostri sembrano invincibili. Sky, intanto propone a Bloom di arrivare a piedi fino alla città di Magix, e da lì provare a chiedere aiuto per tornare ad Alfea; i due si fermano a riposare per la notte, mentre Bloom ancora si domanda cosa farà senza i suoi poteri. Ad Alfea, i mostri battono momentaneamente in ritirata, ma gli insegnanti sanno bene che le Trix stanno solo concedendo un attimo di tregua prima del prossimo assalto. Mentre gli studenti si riposano dopo la lunga battaglia, Stella e Brandon finalmente si chiariscono e la fata afferma di non essere delusa del fatto che il ragazzo è un semplice scudiero, ma che invece continuerà ad amarlo. Faragonda riunisce tutti per prepararli al prossimo attacco e subito dopo l'Armata Oscura fa il suo ritorno. Intanto Bloom e Sky riprendono il cammino, ma la ragazza decide di allontanarsi perché sente una voce che la invita a tornare al Lago di Roccaluce. Sky arriva da solo a Magix, dove trova la città deserta e gli abitanti immobilizzati in modo grottesco dopo l'attacco dei mostri; Bloom invece raggiunge il lago, e decide di immergersi nell'acqua, seguendo il richiamo di Daphne.

## Il sonno di Magix
Bloom incontra sua sorella Daphne nelle profondità del Lago di Roccaluce; la ninfa rivela alla ragazza che le Trix in realtà non l'hanno mai privata dei suoi poteri: essi infatti apparterranno per sempre alla fata, così come tutti i suoi ricordi e anche se le streghe sono riuscite a rubare una parte della Fiamma del Drago, quel potere è sempre stato dormiente dentro di lei. Spronata dalle parole di Daphne, Bloom riesce a risvegliare il potere del Drago dentro di lei, e riemerge dalle acque del lago, di nuovo trasformata in una fata. Nel mentre ad Alfea, i mostri si sono nuovamente ritirati, mentre le Trix si stanno preparando per l'offensiva finale. Con l'aiuto delle altre amiche, Flora riesce a trovare il modo per liberare Mirta dall'incantesimo di Icy, trasformandola finalmente nella sua forma umana. Le streghe si mettono al comando dell'Armata Oscura e marciano con tutti i loro mostri verso Alfea; vedendo l'avanzata dell'esercito delle streghe, le Ninfee Alghine volano ad Alfea per informare Faragonda, mentre allievi e insegnanti si preparano alla battaglia finale. Bloom vola a Magix, dove si riunisce a Sky, salvandolo dai mostri delle Trix; insieme i due volano verso Alfea mentre le streghe continuano instancabili la loro marcia, sicure che trionferanno.

## Battaglia finale
Le Trix giungono ad Alfea con il loro esercito e danno inizio alla battaglia finale durante la quale le Winx collaborano con gli insegnanti, gli specialisti e le altre fate e streghe per respingere i mostri. Subito dopo, fanno ritorno anche Bloom e Sky, lasciando interdette le streghe che erano convinte che ormai la fata non sarebbe stata più una minaccia. Bloom ingaggia una lotta con le Trix, spalleggiata finalmente da tutte le sue amiche; durante lo scontro Stella e le altre uniscono le loro forze per affrontare Darcy e Stormy e riescono infine a sconfiggerle grazie a Faragonda e Griffin, che intrappolano le streghe. Bloom invece si scontra con la perfida Icy in un intenso duello magico sopra le acque del lago; Bloom sembra avere la peggio contro i poteri di ghiaccio di Icy, ma alla fine la fata riesce a sprigionare il potere della Fiamma del Drago, e sconfigge definitivamente la rivale, riportandola poi viva ad Alfea. Con la sconfitta delle Trix, tutti i mostri oscuri da loro evocati svaniscono e la battaglia è vinta; Bloom si ricongiunge con le amiche e con Sky, con il quale finalmente si scambia il primo bacio. Mentre le streghe di Torrenuvola tornano alla loro scuola, le Trix vengono catturate e scortate nella prigione magica di Roccaluce, dove sconteranno la loro pena. Mirta si riappacifica con Lucy, confessandole però che ha deciso di rimanere ad Alfea per diventare una fata; anche Knut chiede il permesso di restare ad Alfea, dove ottiene lavoro come inserviente. Quella sera viene organizzata una grande festa a cui partecipano le fate e gli specialisti; le Winx festeggiano insieme ai loro compagni e al termine della serata Bloom decide che continuerà a cercare risposte sui suoi veri genitori, ancora in vita, mentre Sky le promette che resterà sempre al suo fianco per aiutarla.